# 穿越乡间路
《布蘭妮要怎樣》（英語：Crossroads）是2002年的一部喜剧公路电影。由塔拉·戴维斯執导，并由珊達·萊梅斯擔任編劇。本部電影是美國歌手布兰妮·斯皮尔斯的螢幕處女作，斯皮尔斯擔任電影主演，電影的其他演員包括安森·蒙特、佐伊·索尔达娜、塔琳·曼寧、金·凱特羅和丹·艾克洛德。电影由MTV电影制作，并于2002年2月15日由派拉蒙電影公司於北美首映。影片讲述的是3个少女在一次乡村旅行之中重新找回她们之间友谊的故事。
影评人大多给予影片负面评价，但本影片比同是歌手的瑪麗亞·凱莉2001年出演的电影《星梦泪痕》迴響要好。這部影片取得了一定的票房成功，在三个月获得了6110万美元的票房纪录。

## 情节
三个童年时期的好友：露西（布兰妮·斯皮尔斯饰）、基特（佐伊·山德拉饰）和咪咪（塔恩·曼宁饰），在分开8年后，因为一次穿越美国的旅行而重新拾起了多年前的友谊。三个少女从家乡乔治亚州驶往加利福尼亚州。一路上三人从中得到了许多宝贵的、足以影响她们一生的经验，同时也认识到坚守自己心中梦想的重要。

## 演員和角色
- 布兰妮·斯皮尔斯饰演露西·瓦格纳
- 安森·蒙特饰演本
- 佐伊·索尔达娜饰演基特
- 塔琳·曼寧饰演咪咪
- 金·凱特羅饰演卡罗琳·瓦格纳
- 丹·艾克罗伊德饰演皮特·瓦格纳[2]

## 电影原声带

### 背景
斯皮尔斯为电影录制了《过度保护》和《少女已过，熟女未满》两首歌曲，这两首歌其后被收录在她的第3张录音室专辑《布兰妮》中。电影的原声带专辑收录了斯皮尔斯、Mystikal、Matthew Sweet、Jars of Clay和Bowling for Soup的6首歌曲。并以《Music from the Major Motion Picture Crossroads》为名由Zomba Records发行于2002年2月2日。，并由Rodney Jerkins、The Neptunes、Fred Maher、Matthew Sweet、Dennis Herring、Jaret Reddick、Max Martin和Rami Yacoub制作发行。《过度保护》在原声带中收录的是JS16混音版。

### 曲目列表
| 曲序 | 曲目                                   | 词曲                                        | 歌手             | 时长 |
| ---- | -------------------------------------- | ------------------------------------------- | ---------------- | ---- |
| 1.   | I Love Rock 'n' Roll（卡拉OK伴奏版本） | Alan Merrill, Jake Hooker                   | 布兰妮·斯皮尔斯  | 3:06 |
| 2.   | Shake It Fast                          | Michael Tyler, Pharrell Williams, Chad Hugo | Mystikal         | 4:15 |
| 3.   | Girlfriend                             | Matthew Sweet                               | Matthew Sweet    | 3:40 |
| 4.   | Unforgetful You                        | Jars of Clay                                | Jars of Clay     | 3:20 |
| 5.   | Greatest Day                           | Jaret Reddick                               | Bowling for Soup | 3:14 |
| 6.   | Overprotected（JS16混音版）            | Max Martin, Rami Yacoub                     | 布兰妮·斯皮尔斯  | 6:07 |